# Conte di Meath
Conte di Meath è un titolo nel Pari d'Irlanda creato nel 1627 e tenuto dal capo della famiglia Brabazon. Questa famiglia discende da Sir Edward Brabazon, che ha rappresentato la contea di Wicklow nella Camera dei comuni irlandese e fu sceriffo di Staffordshire nel 1606. Nel 1616 è stato elevato al Pari d'Irlanda come Barone Ardee. Gli succedette suo figlio maggiore, il secondo barone. Nel 1627 fu creato Conte di Meath in Pari d'Irlanda. Gli succedette il figlio, il secondo conte. Suo nipote, il quarto conte, fu Lord luogotenente di Dublino e di Kildare. Morì senza figli e gli succedette il fratello minore, il quinto conte. È stato anche Lord luogotenente di Dublino. 
Alla sua morte i titoli passarono al figlio maggiore, il sesto conte. Ebbe le cariche di Lord luogotenente di Dublino e di Kildare. Morì senza figli e gli succedette il fratello minore, il settimo conte. Suo nipote, il nono conte, fu ucciso in un duello nel 1797. Gli succedette suo fratello minore, il decimo conte. Ebbe la carica di Lord luogotenente di Dublino (1831-1851). Nel 1831 fu creato Barone Chaworth, di Eaton Hall nello Herefordshire, Pari del Regno Unito, con diritto di far parte della Camera dei lord. Suo figlio, l'undicesimo conte, fu deputato per la contea di Dublino (1830-1832 e 1837-1841), ed è stato anche Lord luogotenente di Wicklow (1869-1887). Gli succedette il figlio, il dodicesimo conte, politico e filantropo. Suo figlio, il tredicesimo conte, fu generale di brigata nelle Grenadier Guards e delle Irish Guards. I titoli sono detenuti dal nipote di quest'ultimo, il quindicesimo conte, succeduto al padre nel 1998.
La residenza ufficiale è Kilruddery House, nei pressi di Bray.

## Baroni Ardee (1616)
- Edward Brabazon, I barone Ardee (1548-1625)
- William Brabazon, II barone Ardee (1580-1651) (creato Conte di Meath nel 1627)

## Conti di Meath (1627)
- William Brabazon, I conte di Meath (1580-1651)
- Edward Brabazon, II conte di Meath (1610-1675)
- William Brabazon, III conte di Meath (1635-1685)
- Edward Brabazon, IV conte di Meath (1638-1707)
- Chambré Brabazon, V conte di Meath (1645-1715)
- Chaworth Brabazon, VI conte di Meath (1686-1763)
- Edward Brabazon, VII conte di Meath (1691-1772)
- Anthony Brabazon, VIII conte di Meath (1721-1790)
- William Brabazon, IX conte di Meath (1769-1797)
- John Brabazon, X conte di Meath (1772-1851)
- William Brabazon, XI conte di Meath (1803-1887)
- Reginald Brabazon, XII conte di Meath (1841-1929)
- Reginald Brabazon, XIII conte di Meath (1869-1949)
- Anthony Brabazon, XIV conte di Meath (1910-1998)
- John Brabazon, XV conte di Meath (1941)

L'erede è l'unico figlio maschio dell'attuale conte, Anthony Jacques Brabazon, Lord Ardee (1977). 